# Sonderaktion Lublin
Sonderaktion Lublin – akcja represyjna wymierzona w środowiska inteligenckie Lublina, przeprowadzona przez okupantów niemieckich w listopadzie 1939 roku.
Akcję zapoczątkowały masowe aresztowania, których ofiarą padło kilkuset przedstawicieli elity społecznej i intelektualnej Lublina. Niemcy zatrzymali wówczas m.in. dwóch biskupów oraz członków kurii diecezji lubelskiej, wszystkich obecnych w mieście wykładowców KUL, a także licznych nauczycieli, prawników i urzędników. Większość więźniów po pewnym czasie zwolniono do domów. Około 70 Polaków zostało jednak rozstrzelanych, a kolejnych kilkudziesięciu wywieziono do obozów koncentracyjnych. Nazwę Sonderaktion Lublin nadali tym wydarzeniom polscy historycy.

## Preludium
Od pierwszych dni okupacji niemiecki terror był wymierzony przede wszystkim w przedstawicieli polskich elit politycznych i intelektualnych. Zgodnie z rasistowskim stereotypem Polaka panującym w III Rzeszy, nazistowscy przywódcy wierzyli, że świadomość narodową posiada tylko polska inteligencja, natomiast lud zajmuje się głównie troską o codzienny byt i jest mu obojętny los państwa. Z tego powodu zakładano, że eksterminacja tzw. „warstwy przywódczej” pozwoli zniszczyć polską tożsamość narodową i przekształcić polskie społeczeństwo w bierną amorficzną masę, służącą w najlepszym razie jako niewykwalifikowana siła robocza dla III Rzeszy. W ramach tzw. akcji „Inteligencja” (Intelligenzaktion), prowadzonej na okupowanych ziemiach polskich między wrześniem 1939 a wiosną 1940, Niemcy zamordowali co najmniej 100 000 obywateli polskich. Najwięcej ofiar pochłonęła akcja eksterminacyjna prowadzona na ziemiach wcielonych do Rzeszy (Pomorze, Wielkopolska, Górny Śląsk). Masowe represje wobec polskiej inteligencji miały także miejsce na terytorium tzw. Generalnego Gubernatorstwa – jednostki administracyjno-terytorialnej utworzonej przez Niemców na okupowanych terenach centralnej Polski.
W Lublinie pierwsze tygodnie niemieckiej okupacji minęły stosunkowo spokojnie. Niemcy zezwolili na otwarcie szkół średnich i powszechnych oraz rozpoczęcie roku akademickiego na Katolickim Uniwersytecie Lubelskim. Ponownie uruchomiono kina i teatry, a także wznowiono wydawanie „Ekspresu Lubelskiego”. Z tego względu ludność Lubelszczyzny wierzyła początkowo, że okupacja niemiecka nie będzie się wiele różnić od okupacji austriackiej w latach 1915-1918. Niemniej już w pierwszych tygodniach okupacji Niemcy dopuścili się zbrodni na miejscowej ludności. W październiku 1939 aresztowano i zamordowano w nieznanych okolicznościach przedwojennego wojewodę lubelskiego, Jerzego Albina de Tramecourt. W kilku miejscowościach na Lubelszczyźnie miały także miejsce egzekucje Polaków oskarżanych o posiadanie broni (m.in. w Kocku, Lubartowie i Szczuczkach pod Poniatową).

## Przebieg akcji
Na początku listopada 1939 roku Niemcy rozpoczęli przygotowania do zakrojonej na szeroką skalę akcji represyjnej, wymierzonej w elitę społeczną i intelektualną Lublina. Operacji tej polscy historycy nadali później nazwę Sonderaktion Lublin. Miała ona niejako zainicjować rządy SS-Brigadeführera Odilo Globocnika, który 9 listopada 1939 objął funkcję Dowódcy SS i Policji w dystrykcie lubelskim. Stanowiła także realizację gróźb Arthura Seyss-Inquarta, zastępcy generalnego gubernatora, który podczas wiecu dla volksdeustchów zorganizowanego w Banku Rolnym przy ul. Chopina w Lublinie zapowiedział rozprawę z polską inteligencją i Żydami. Sonderaktion Lublin nie była jednak akcją o wyłącznie lokalnym zasięgu. W związku ze zbliżaniem się Polskiego Święta Niepodległości, Niemcy przeprowadzali bowiem „prewencyjne” aresztowania i egzekucje niemal we wszystkich regionach okupowanej Polski. W szczególności zwraca uwagę podobieństwo Sonderaktion Lublin do przeprowadzonej kilka dni wcześniej akcji aresztowania profesorów krakowskich uczelni wyższych (Sonderaktion Krakau).
Obawiając się polskich wystąpień Niemcy wzmocnili straże w więzieniu na Zamku Lubelskim, a także ochronę dworca kolejowego oraz magazynów żywności (6 listopada 1939). Za datę rozpoczęcia Sonderaktion Lublin uznaje się natomiast 9 listopada 1939. Tego dnia Niemcy aresztowali w mieście kilkuset przedstawicieli inteligencji – prawników, inżynierów, duchownych, a także nauczycieli szkół średnich, powszechnych i Pedagogium Lubelskiego. W gronie aresztowanych znalazł się m.in. rektor KUL, ks. Antoni Szymański, oraz profesor tej uczelni – ks. Zdzisław Goliński. W siedzibach lubelskich sądów zatrzymano prezesa Sądu Okręgowego, Stanisława Bryłę; prezesa Sądu Apelacyjnego, Bolesława Sekutowicza; a także wiceprezesów obu sądów. Podstępnie aresztowano licznych nauczycieli zaproszonych na rzekomą naradę do siedziby Banku Rolnego. Z kolei wprost ze szkolnych sal i gabinetów wyciągnięto nauczycieli gimnazjum i liceum im. Jana Zamoyskiego. Ofiarą aresztowań padli również byli członkowie Straży Obywatelskiej (powołanej we wrześniu 1939). Na Krakowskim Przedmieściu miała miejsce łapanka.
Aresztowania były kontynuowane w kolejnych dniach. 11 listopada Niemcy aresztowali 14 wykładowców KUL – w tym ciężko chorych ks. prof. Piotra Kremera i prof. Władysława Kuraszkiewicza, a także m.in. profesorów: ks. Józefa Kruszyńskiego, Ignacego Czumę oraz Czesława Martyniaka. 15 listopada władze okupacyjne oficjalnie rozwiązały kuratorium okręgu szkolnego lubelskiego. 17 listopada zamknięto KUL i aresztowano 60 studentów tej uczelni (gmach uniwersytetu Niemcy wykorzystywali odtąd jako koszary, a później przekształcili w szpital wojskowy). Tego samego dnia Gestapo wtargnęło do gmachu Kurii Biskupiej, utrzymując, że w jego ogrodzie ukrywana jest broń. Aresztowano wówczas ks. biskupa Mariana Fulmana (ordynariusza diecezji lubelskiej), ks. biskupa Władysława Gorala (sufragana lubelskiego) oraz 11 innych duchownych, przebywających akurat na terenie budynku. Niemcy zagrabili także majątek kurii. W dniach 23 i 25 listopada miały miejsce kolejne aresztowania nauczycieli. Oficjalnie zlikwidowano wówczas polskie szkolnictwo średnie. Kontynuowano represje wobec duchowieństwa katolickiego. Pod koniec listopada nastąpiły aresztowania w konwikcie księży studentów na KUL (aresztowano wówczas m.in. dyrektora konwiktu – ks. Stanisława Wojsę). 25 stycznia 1940 roku aresztowano w Lublinie 23 kapucynów, a 2 lutego – 43 jezuitów (wszystkich zatrzymano pod zarzutem przechowywania oficerów polskich, ukrywania broni oraz przynależności do tajnych organizacji).
Z obliczeń Zofii Leszczyńskiej wynika, że podczas listopadowej Sonderaktion aresztowano w Lublinie ok. 250 osób (Józef Marszałek i Maria Wardzyńska pisali o „kilkuset aresztowanych”). W gronie zatrzymanych znalazło się:
- 16 wykładowców KUL;
- 36 profesorów szkół średnich;
- 44 nauczycieli szkół powszechnych;
- 7 sędziów sądów Apelacyjnego i Okręgowego;
- 24 adwokatów;
- ponad 100 duchownych katolickich (w tym dwóch biskupów, członkowie kurii biskupiej, sądu biskupiego i kapituły, a także księża wykładowcy z lubelskiego seminarium duchownego).

Ze względu na fakt, iż aresztowania były kontynuowane w kolejnych miesiącach oraz objęły pozostałe miasta dystryktu lubelskiego (Chełm, Hrubieszów, Krasnystaw, Lubartów, Łęczną i Zamość), w niektórych źródłach łączna liczba Polaków aresztowanych w ramach Sonderaktion Lublin jest szacowana na ok. 2000.

## Losy zatrzymanych
Polaków aresztowanych w trakcie Sonderaktion Lublin osadzono w celach więzienia na Zamku Lubelskim. Między grudniem 1939 a czerwcem 1940 większość zatrzymanych została zwolniona do domów. Około 70 Polaków zostało jednak rozstrzelanych, a kolejnych kilkudziesięciu wywieziono do obozów koncentracyjnych (powyższe dane odnoszą się do osób aresztowanych w Lublinie w dniach 9-20 listopada 1939). W gronie wywiezionych znalazł się m.in. prof. Władysław Kuraszkiewicz, ks. Stanisław Wojsa oraz sześciu lubelskich nauczycieli.
Dziesięć dni po aresztowaniu ks. biskup Marian Fulman, ks. biskup Władysław Goral oraz jedenastu aresztowanych wraz z nimi księży stanęło przed niemieckim sądem doraźnym. Po parodii procesu wszystkich duchownych skazano na karę śmierci (pod zarzutem rozpowszechniania nielegalnej literatury, posiadania broni i organizowania polskich manifestacji w dniu 11 listopada). Na skutek interwencji Watykanu władze niemieckie były jednak zmuszone złagodzić wyrok. Generalny gubernator Hans Frank „w drodze łaski” zamienił karę śmierci na dożywotnie pozbawienie wolności, a już 3 grudnia 1939 wszystkich trzynastu duchownych wywieziono do KL Sachsenhausen. Po 2,5-miesięcznym pobycie w obozie 73-letni biskup Fulman został zwolniony, po czym osadzono go w areszcie domowym w Nowym Sączu, gdzie przebywał do końca wojny. Biskup Władysław Goral został zamordowany w Sachsenhausen na początku 1945 roku. Żadna inna diecezja katolicka w Generalnym Gubernatorstwie nie została dotknięta tak daleko idącymi represjami ze strony okupanta (analogicznie potraktowano jedynie polskie duchowieństwo na ziemiach wcielonych do Rzeszy). Prawdopodobnie brutalna rozprawa z lubelską kurią diecezjalną była więc osobistą inicjatywą SS-Brigadeführera Globocnika.
W noc wigilijną 23 grudnia 1939 z cel Zamku Lubelskiego wyciągnięto 10 znanych i szanowanych obywateli Lublina. Dla zachowania pozorów dołączono do nich jeszcze dwóch młodocianych przestępców kryminalnych, po czym zabrano wszystkich na stary cmentarz żydowski przy ul. Siennej. Tam w świetle reflektorów samochodowych całą dwunastkę rozstrzelano nad wykopanymi wcześniej grobami. Tej nocy zginęli: Stanisław Bryła (prezes Sądu Okręgowego w Lublinie, społecznik), Bolesław Sekutowicz (prezes Sądu Apelacyjnego w Lublinie), Edward Lipski (adwokat, były starosta zamojski i tomaszowski), Władysław Rutkowski (adwokat), prof. Czesław Martyniak (kierownik katedry filozofii prawa KUL), ks. prof. Michał Niechaj (wykładowca teologii dogmatycznej na KUL i Wyższym Seminarium Duchownym), Tadeusz Moniewski (dyrektor gimnazjum i liceum im. Stanisława Staszica), Antoni Krzyżanowski (dyrektor gimnazjum i liceum Wacławy Arciszowej), Józef Dańkowski (starosta powiatu lubelskiego), Tadeusz Illukiewicz (starosta powiatu lubartowskiego). Egzekucji dokonali funkcjonariusze 102. batalionu policji. Czesław Łuczak uważał, że owa zbrodnia stanowiła zaczątek „systematycznej akcji wyniszczania w Generalnym Gubernatorstwie polskiej inteligencji”. Ponadto tej samej nocy, nieopodal betoniarni za mostem kolejowym w Lubartowie, funkcjonariusze 102. batalionu policji rozstrzelali 48 Polaków oskarżonych o publiczne manifestowanie uczuć patriotycznych w dniu Polskiego Święta Niepodległości. W gronie ofiar znaleźli się m.in. mieszkańcy Brzeźnicy Książęcej, Kamionki, Rudzienka i Kraczewa.
6 stycznia 1940 w Lublinie miała miejsce kolejna egzekucja. Tego dnia na gliniankach obok cegielni w dzielnicy Lemszczyzna niemieccy policjanci rozstrzelali ok. 50 osób. Ofiarami byli w większości mieszkańcy Kamionki, aresztowani 15 listopada 1939 w odwecie za zorganizowanie patriotycznej uroczystości oraz nabożeństwa za Ojczyznę w dniu Polskiego Święta Niepodległości. Zamordowani zostali m.in.: ks. Piotr Gintowt-Dziewałtowski (proboszcz parafii w Kamionce), ks. Antoni Hunicz (wikariusz parafii w Kamionce), Franciszek Mazurkiewicz (wójt gminy Kamionka), Michał Szadkowski (sekretarz gminy), Franciszek Klamut (nauczyciel), Marian Laskoś (nauczyciel), Karol Cyfrowicz (nauczyciel), Bronisław Smolak (student), Józef Wesołowski (student), Zawadzki (aptekarz). Prawdopodobnie w gronie ofiar znalazły się także osoby aresztowane w Lublinie i innych miejscowościach dystryktu (m.in. ks. Wacław Kosior, proboszcz parafii pw. Rozesłania św. Apostołów w Chełmie).
7 stycznia na gliniankach miała miejsce kolejna egzekucja. Rozstrzelano wówczas ok. 30-40 mieszkańców lubelskiej dzielnicy Dziesiąta – ujętych dzień wcześniej w ramach represji po strzelaninie na ul. Bychawskiej (zginęło wówczas dwóch Niemców). Z kolei 12 lutego 1940 miała miejsce wielka egzekucja na starym cmentarzu żydowskim w Lublinie. Strzałami w tył głowy zabito wówczas ok. 180 osób. W gronie zamordowanych znalazło się kilka osób aresztowanych w ramach Sonderaktion Lublin.
Sonderaktion Lublin stanowiła jedynie pierwszy etap wyniszczania polskiej inteligencji na terenach przedwojennego województwa lubelskiego. W czerwcu 1940 roku, w ramach tzw. Akcji AB, w Lublinie i pozostałych miastach dystryktu aresztowano setki osób. Między 29 czerwca a 15 sierpnia 1940 ok. 450-500 aresztowanych rozstrzelano w Rurach Jezuickich pod Lublinem, a przed końcem roku kolejnych tysiąc wywieziono do obozów koncentracyjnych. Z obliczeń Zofii Leszczyńskiej wynika, że do końca okupacji 2156 przedstawicieli polskiej inteligencji z terenów Lubelszczyzny poniosło śmierć na skutek niemieckich represji (dane z 1992).

## Po wojnie
Przez długi czas jedyną formą upamiętnienia ofiar Sonderaktion Lublin była skromna tablica na murze cmentarza żydowskiego. 20 czerwca 2001 roku, z inicjatywy Stowarzyszenia byłych Więźniów Politycznych Zamku Lubelskiego i „Pod Zegarem”, na ul. Kalinowszczyzna odsłonięto pomnik upamiętniający 12 Polaków rozstrzelanych w noc wigilijną 23 grudnia 1939. Ma on kształt surowego kamiennego bloku, na którym umieszczono tablicę z napisem: „Miejsce uświęcone krwią Polaków, więźniów Zamku Lubelskiego, rozstrzelanych przez hitlerowskiego okupanta w dniu 23 grudnia 1939 r.” Na tablicy wyryto także nazwiska zamordowanych.	

## Odpowiedzialność sprawców
Odpowiedzialność za działania prowadzone jesienią i zimą 1939 roku przez niemiecki aparat bezpieczeństwa w Lublinie – a więc również za Sonderaktion Lublin – spada w pierwszym rzędzie na gubernatora dystryktu lubelskiego, Friedricha Schmidta, Dowódcę SS i Policji w dystrykcie lubelskim, SS-Brigadeführera Odilo Globocnika oraz komendanta SD i policji bezpieczeństwa w dystrykcie lubelskim (KdS), SS-Sturmbannführera dr Alfreda Hasselberga.
Globocnik popełnił samobójstwo w maju 1945, niedługo po tym jak został zatrzymany przez żołnierzy brytyjskich. W grudniu 1939 Alfreda Hasselberga pozbawiono stanowiska i wszczęto przeciw niemu postępowanie dyscyplinarne z powodu oskarżeń o brutalne traktowanie funkcjonariuszy Einsatzkommando 3/I, którym dowodził podczas kampanii wrześniowej. Dochodzenie ostatecznie umorzono, ale kariera Hasselberga w SS była skończona. Na własne życzenie został oddany do dyspozycji Wehrmachtu. Przeżył wojnę i zmarł z przyczyn naturalnych w 1950 roku.